# Aiolornis incredibilis
Aiolornis incredibilis — викопний вид яструбоподібних птахів родини Teratornithidae, що існував у пліоцені та ранньому плейстоцені Північної Америки. Його численні рештки знаходять у різних місцевостях в південно-західних та центрально-західних частинах США. Ймовірно, вимер одночасно з усією мегафауною Північної Америки.

## Опис
Це був відносно великий хижак з розмахом крил до 5 м та вагою до 23 кг. Вид досить схожий на Teratornis merriami, хоча приблизно на 40 % більший у розмірах.